# Fidelia ornata
Fidelia ornata là một loài ong trong họ Megachilidae. Loài này được Cockerell miêu tả khoa học đầu tiên năm 1932.